# Tapani Luukkainen
Jouni Valter Tapani Luukkainen, född 28 februari 1929 i Sordavala, död 18 september 2015 i Helsingfors, var en finländsk läkare, specialist i kvinnosjukdomar och förlossningar samt i perinatologi.
Luukkainen blev medicine och kirurgie doktor 1958. Han var 1975–1992 överläkare vid Barnmorskeinstitutets sjukhus i Helsingfors och dess chefsläkare 1984–1992.
Luukkainen blev känd som en internationellt anlitad expert på familjeplanering, reproduktionsmedicin och preventivmedel. Han utvecklade den intrauterina hormonspiralen. Han gjorde också betydande rön inom grundforskningen, framför allt inom steroidforskningen. För sina vetenskapliga insatser belönades han 1992 med Matti Äyräpää-priset.